# Philocheras nikiforovi
Philocheras nikiforovi is een garnalensoort uit de familie van de Crangonidae. De wetenschappelijke naam van de soort is voor het eerst geldig gepubliceerd in 1990 door Burukovsky.